# Carex petitiana
Carex petitiana är en halvgräsart som beskrevs av Achille Richard. Carex petitiana ingår i släktet starrar, och familjen halvgräs. IUCN kategoriserar arten globalt som nära hotad. Inga underarter finns listade i Catalogue of Life.